# Невена (предузеће)
Фабрика хемијских и фармацеутских производа "Невена", свој рад започела је у Лесковцу 1953. године. У почетку је постојала као Хемијско-козметички лабораторијум "Кемофарма", који је пословао као део "Градског апотекарског предузећа" и "Централне апотеке". Предузеће је пословање започело са мало опреме и финансијских средстава, међутим брзо су напредовали и постигли велике успехе. "Невена" је постала веома позната по својој козметици, производи овог предузећа били су тражени на тржишту широм целе Југославије.

## Историја предузећа
"Невена" је настала у оквиру "Градског апотекарског предузећа". Почетак производње козметичких производа, дешавао се у Хемијско-козметичком лабораторијуму "Кемофарма". Лабораторијум се налазио у улици Иве Лоле Рибара, у бившим просторијама Косте Поповића "Грка". На тој локацији је Коста, пре почетка другог светског рата, започео производњу сапуна. Овај лабораторијум био је формиран од стране браће Ђорђевић "Кукар", након  рата када је већина предузећа пребачено из Лесковца. "Кемофарма" је представљала нови почетак хемијске индустрије у Лесковцу. Одлуком одбора градске општине "Кемофарма" и лабораторије "Здравље", су постала самостална предузећа 23. октобра 1953. године. Ускоро након добијања самосталности, одлучују да се одвоје од "Градског апотекарског предузећа" и "Централне апотеке" која је управљала предузећем. Бoжидар Ђорђевић "Кукар" био је директор предузећа "Кемофарма" и "Здравље". Због веће наклоности према предузећу "Здравље", Божидар поставља Ђорђа Стаменковића као директора предузећа "Кемофарма". Решењем бр. 28222 29. децембра 1953. године, народни одбор градске општине донео је одлуку о издвајању "Кемофарма" из "Централне апотеке". Овим су такође донели и одлуку о мењању назива предузећа у "Невена", због сличности са већ постојећим предузећем "Неви" из Загреба. Од 1954. године, предузеће је брзо напредовало. На почетку производи су се извозили на простору Србије и Македоније, а затим и Босне и Херцеговине и Хрватске. Велику популарност су стекли и учествовањем на загребачком сајму 1954. године. Ради боље пролазнпсти на тржишту, променили су дотадашњу амбалажу за паковање производа. Сарадњом са предузећем "Храсник" из Словеније, направили су посебну амбалажу за њихове производе по којој су били препознатљиви. Тако је "Невена" уместо планираних 27,6 милиона динара остварила 43,7 милиона динара, и повећала број запослених са 13 на 30 радника у 1954. години. Пвећањем пословања, порасла је и потреба за проширењем производње. Од града Лесковца "Невена" је добила просторије бившег предузећа за производњу сапуна "Влајчићева сапуњара". После малих преправки простора, производња је на новој локацији почела 15. маја 1955. године. Исте године остварен је три пута већи профит него претходне, такође је број радника повећан на 60. Ускоро "Невена" покрива потребе целокупног тржишта тадашње Југославије.